# Метапсихология
Метапсихология (meta, „отвъд, трансцендентно“ и ψυχολογία, „психология“) е философско изследвание в психологията. Метапсихологията, спекулативна психология, е систематичен опит да се различи и опише това, което лежи отвъд фактите и законите на психологията, като взаимоотношенията между тяло и ум или засягащи мястото на ума във Вселената. Психоаналитичната метапсихология се отнася до фундаменталните допускания на теорията на Фройд.